# Louis Harold Gray
Louis Harold Gray (Richmond upon Thames, Inglaterra, 10 de noviembre de 1905 - 9 de julio de 1965) fue un físico y radiobiólogo británico que trabajó principalmente con los efectos de la radiación sobre los sistemas biológicos, y fue uno de los primeros que contribuyeron en el campo de la radiobiología. Entre otros logros, definió una unidad de dosis de radiación, que más tarde recibió, en su memoria, en 1975, el nombre de gray, en el Sistema Internacional de Unidades (esta unidad equivale a 100 rad (Röntgen absorbed dose, de 1953, a la que sustituyó).

## Carrera
- 1933 - Físico en el Mount Vernon Hospital, Londres.
- 1936 - Desarrolló la ecuación Bragg-Gray (véase William Lawrence Bragg), fundamento del método por ionización en cavidades (véase teoría de la cavidad de Bragg-Gray) para la medición de la absorción de rayos gamma en los materiales.
- 1937 - Construyó un primer generador de neutrones en el Hospital Mount Vernon.
- 1938 - Estudió los efectos biológicos de los neutrones, utilizando el generador.
- 1940 - Desarrolló el concepto de Efectividad Biológica Relativa (RBE, en inglés) de las dosis de neutrones.
- 1952 - Inició las investigaciones en las células con hipoxia tumoral y en medicina hiperbárica.
- 1953 - Fundó los Laboratorios Gray, en el Hospital Mount Vernon.
- 1953 - 1960 - Dirigido por Gray, Jack W. Boag desarrolló la radiólisis de pulso.
- 1962 - Ed Hart, del Laboratorio Nacional Argonne, y Jack Boag descubrieron el electrón hidratado/electrón acuoso,[5][6] utilizando radiólisis de pulsos en el Laboratorio Gray. Este descubrimiento abrió una nueva vía de investigación que sigue activa hoy en día y que es fundamental para comprender los efectos de la radiación sobre los tejidos biológicos; por ejemplo, en la radioterapia.

## Ligas externas
- Definición de RBE (en inglés)
- El Gray Memorial Trust, fundado en 1967 (en inglés)
- Cancer Research UK y el Instituto de Oncología Radioterápica de Oxford del Consejo de Investigación Médica (Medical Research Council Oxford Institute for Radiation Oncology) (en inglés)

- Datos: Q551288
- Multimedia: Louis Harold Gray / Q551288
- Especies: Louis Harold Gray